# Масаюки Мори
Масаюки Мори (яп. 森 雅之 Мори Масаюки:, 13 января 1911, Саппоро, Хоккайдо — 7 октября 1973) — японский актёр.

## Биография
Сын известного писателя Такэо Арисимы. Наиболее известен по ролям в фильмах Акиры Куросавы («Расёмон», «Идиот»), Кэндзи Мидзогути («Сказки туманной луны после дождя») и Микио Нарусэ («Плывущие облака», «Когда женщина поднимается по лестнице»).
Дочь — актриса Аои Накадзима.

## Избранная фильмография
- 1945 — Идущие по хвосту тигра / 虎の尾を踏む男達 / Tora no o wo fumu otokotachi (реж. Акира Куросава)
- 1945 — Гений дзюдо II / 續姿三四郎 / Zoku Sugata Sanshirô (реж. Акира Куросава)
- 1947 — Бал в доме Андзё / 安城家の舞踏会 / Anjô-ke no butôkai (реж. Кодзабуро Ёсимура)
- 1948 — Блестящие дни нашей жизни / わが生涯の輝ける日 / Waga shogai no kagayakeru hi (реж. Кодзабуро Ёсимура)
- 1950 — Расёмон / 羅生門 / Rashômon (реж. Акира Куросава)
- 1951 — Идиот / 白痴 / Hakuchi (реж. Акира Куросава)
- 1951 — Дама из Мусасино / Musashino fujin (реж. Кэндзи Мидзогути)
- 1953 — Сказки туманной луны после дождя / 雨月物語 / Ugetsu monogatari (реж. Кэндзи Мидзогути)
- 1953 — Старший брат, младшая сестра / Ani imôto (реж. Микио Нарусэ)
- 1955 — Сердце / Kokoro (реж. Кон Итикава)
- 1955 — Плывущие облака / 浮雲 / Ukigumo (реж. Микио Нарусэ)
- 1955 — Ян Гуйфэй / 楊貴妃 / Yôkihi (реж. Кэндзи Мидзогути)
- 1957 — Неугомонная / Arakure (реж. Микио Нарусэ)
- 1957 — Поминальная песня / Элегия / 挽歌 / Banka (реж. Хэйноскэ Госё)
- 1958 — Барабан в ночи / 夜の鼓 / Yoru no tsuzumi (реж. Тадаси Имаи)
- 1960 — Когда женщина поднимается по лестнице / 女が階段を上る時 / Onna ga kaidan wo agaru toki (реж. Микио Нарусэ)
- 1960 — Дочери, жёны и мать / Musume tsuma haha (реж. Микио Нарусэ)
- 1960 — Плохие спят спокойно / 悪い奴ほどよく眠る / Warui yatsu hodo yoku nemuru (реж. Акира Куросава)
- 1963 — В одиночку через Тихий океан / 太平洋ひとりぼっち / Taiheiyo hitori-botchi (реж. Кон Итикава)
- 1963 — Повесть о жестокости бусидо / 武士道残酷物語 / Bushidō zankoku monogatari  (реж. Тадаси Имаи)